# Henrik Wigström

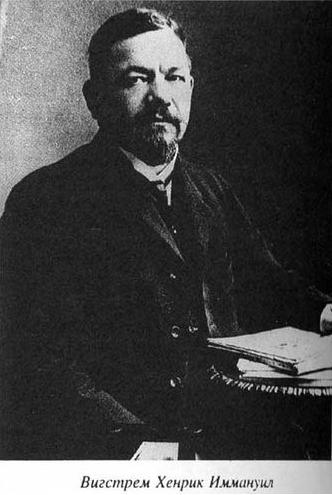

Henrik Immanuel Wigström (ur. 2 października 1862 w Ekenäs, zm. 14 marca 1923 w Kivennapa koło Terijoki) – złotnik pracujący dla firmy Fabergé.
Henrik Immanuel Wigström był jubilerem i złotnikiem czynnym w Petersburgu. Od roku 1878 uczył się rzemiosła złotniczego w Petersburgu.
Od roku 1884 pracował w pracowni Michaiła Pierchina. Był w tym okresie jego głównym pomocnikiem. Rodziny Wigströma i Pierchina zaprzyjaźniły się. Pierchin i jego żona byli chrzestnymi rodzicami dzieci Wigströma. Córka Anna Julia i syn Henrik Wilhelm pracowali w pracowni ojca. W roku 1903 po śmierci Pierchina Wigström został kierownikiem pracowni. Był trzecim i ostatnim dyrektorem artystycznym w firmie Fabergé.
W okresie po 1903 roku Wigström przyczynił się do rozkwitu firmy Fabergé, która w następnych latach przeżyła najlepszy okres.
Wigström specjalizował się w wyrobach w stylu Ludwika XVI. Był autorem kilku spośród najpiękniejszych jajek wielkanocnych Fabergé. Po wybuchu rewolucji Henrik Wigström powrócił do Finlandii.